# Kingston Harbour
Kingston Harbour är en vik i Jamaica.   Den ligger i parishen Kingston, i den östra delen av landet.